# 3ТД

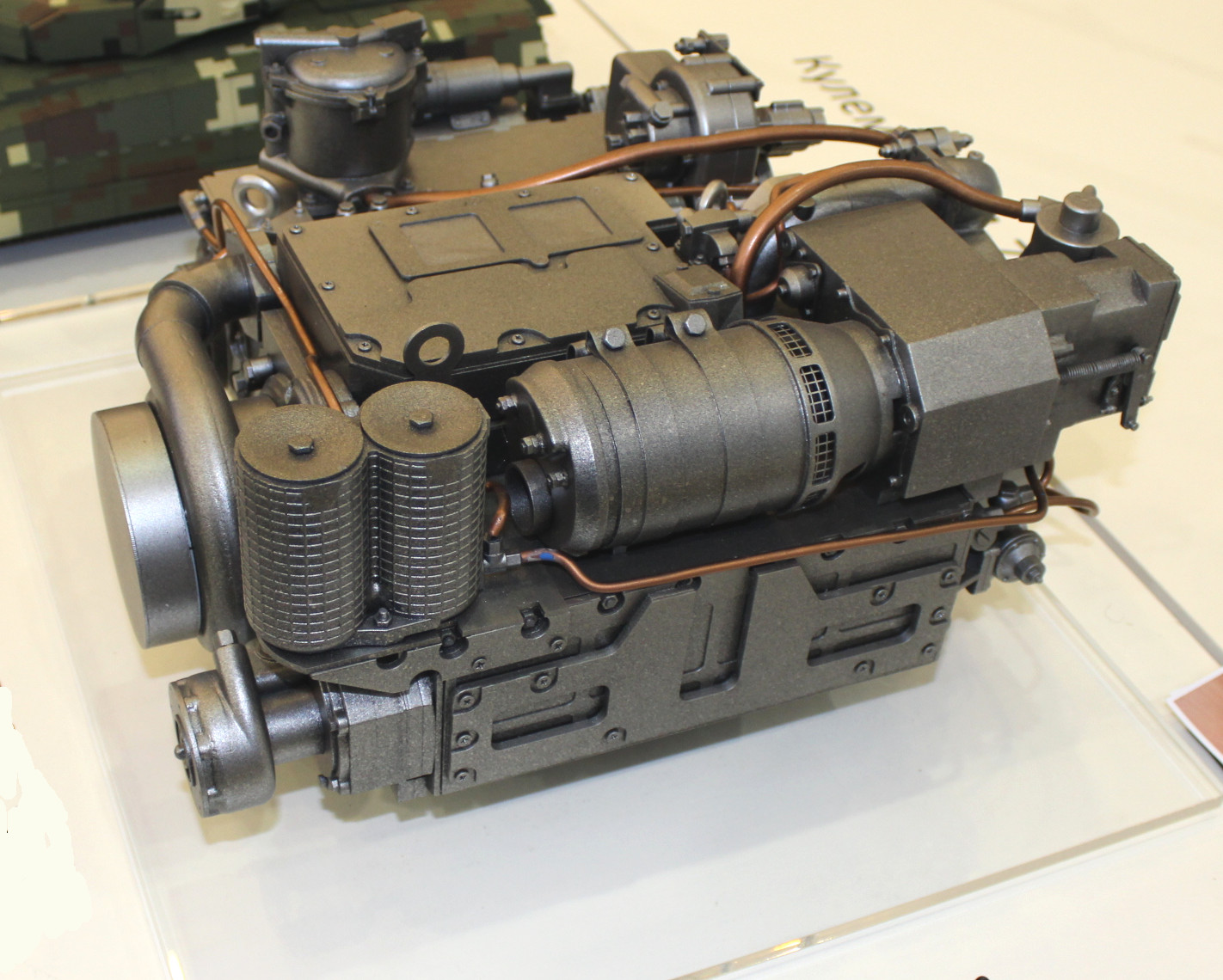
Макет двигуна 3ТД

3ТД — серія двотактних три-циліндрових дизельних двигунів, належать до єдиного уніфікованого ряду з серійними двигунами 5ТДФ, 6ТД-1 та 6ТД-2.

## Опис
Зазначені двигуни мають єдину конструктивну схему:
- двотактний цикл;
- горизонтальне розташування циліндрів;
- високу компактність;
- низьку тепловіддачу;
- можливість використання при температурі навколишнього середовища −50°…+55° C;
- мале зменшення потужності при вищих температурах навколишнього середовища;
- багатопаливність.

Серед переваг двигунів цієї серії можна назвати:
- відсутність газорозподільного механізму;
- висока компактність;
- досить низька тепловіддача;
- висока літрова потужність;
- висока ефективність наддуву і можливість використання енергії відпрацьованих газів;
- можливість експлуатації при температурах навколишнього середовища від мінус 50°С до плюс 55°С;
- можливість роботи на різних видах палива та їх сумішах.

Втім, двигунам сімейства 3ТД притаманні і недоліки, такі як:
- підвищена витрата масла і неповне згоряння робочої суміші (утворюється більш димний і токсичний вихлоп);
- висока чутливість двигуна до пилу;
- підвищений шум.

Двигуни серії 3ТД призначені для модернізації легкої броньованої техніки, зокрема БТР-70, БТР-80, БТР-50, БМП-2, БМП-3, тощо, крім того можуть бути використані в новій українській техніці: БТР-4, БМП-К-64, тощо.
В розв'язанні комплексу теоретичних і виробничих проблем, що виникли при створенні двигунів 3ТД брав участь весь колектив ХКБД.
Завдяки тому, що двотактні двигуни з протилежним рухом поршнів мають нижчу тепловіддачу у воду та мастило аніж чотиритактні, двигуни серії 3ТД добре пристосовані для заміни старіших двигунів на легкій бронетехніці. Так, наприклад, двигун УТД-20 потужністю 300 к.с. має тепловіддачу: у воду — 90·10³ ккал/год, в мастило — 18·10³ ккал/год. Натомість двигун 3ТД-2 потужністю 400 к.с. 90·10³ та 33·10³ ккал/год відповідно.

### 3ТД-1
Перші розробки двигуна велись в інтересах ХКБМ імені О. Морозова для гусинічного трактора. Двигун був переданий в 1994 році. В 1994—1996 робились спроби використання двигуна на автобусах Львівського автобусного заводу. Виявлені недоліки були усунуті, і в 2004 були проведені випробування поліпшеної модифікації, яка пройшла ці випробування.
Двигун 3ТД-1 був створений для модернізації БТР-70, на якому встановлені два карбюраторних двигуна ЗМЗ-4905 по 120  к.с. кожний. При встановленні 3ТД-1 в БТР-70 вивільняється значний простір в моторно-трансмісійному відсіку, який можна використати для збільшення об'єму паливних баків, об'єму системи охолодження.
Випробування модернізованого БТР-70 були проведені в середній смузі з грудня 1998 по жовтень 1999 року при температурах навколишнього середовища −20°…+35 °C. За час випробувань загальний пробіг склав 10180 км. Було встановлено, що модернізований БТР-70 з двигуном 3ТД-1 перевершує штатний за динамікою розгону, витратам палива, запасу ходу.
За такою ж схемою можуть бути модернізовані й БТР-80 з двигунами КамАЗ-7403 потужністю 260 к.с.

### 3ТД-2
Двигун 3ТД-2 потужністю 400 к.с. є подальшим розвитком двигуна 3ТД-1. Збільшення потужності досягнуто завдяки збільшенню витрат повітря, тиску наддуву та витрати палива. Високий рівень уніфікації 3ТД-1 та 3ТД-2 дозволив завершити розробку у стислі терміни.
Приймальні випробування були проведені навесні 2001 року. Випробування двигун успішно пройшов.
Двигун був рекомендований для модернізації БТР-80 та БМП-2.

### 3ТД-3
Двигун 3ТД-3 потужністю 500 к.с. за рівнем форсування відповідає двигуну 6ТД-1 потужністю 1000 к.с. Тому на ньому використана конструкція поршневої групи двигуна 6ТД-1 з корпусом поршня з алюмінієвого сплаву.
Двигун був використаний для встановлення на бронетранспортер M113 американського виробництва.

### 3ТД-4
Двигун 3ТД-4 потужністю 600 к.с. є майже «половиною» 6ТД-2 потужністю 1200 к.с. Тому в ньому використані такі ж конструктивні рішення.
Двигун успішно пройшов приймальні випробування навесні 2001 року.
Призначений для модернізації БМП-3, на якій встановлено двигун УТД-29 потужністю 500 к.с.

## Використання
Двигуни 3ТД-3 серійно встановлюють на БТР-4 «Буцефал».
На БТР-4Е встановлюєть дефорсований варіант двигуна з позначенням ЗТД-3А потужністю 400 к.с.
У перспективі можливе встановлення двигуна 3ТД-4.
Проте, використання, фактично танкового, двигуна 3ТД-3А у бронетранспортерах БТР-4Е спричинило проблеми із надлишковим шумом. Так, в процесі проведення стендових та польових випробувань, а також під час експлуатації бронетранспортера БТР-4Е було встановлено, що рівень шуму перевищує допустимі норми. Як показали натурні виміри, основним джерелом шуму є двигун 3ТД-3А.

## Характеристики
| Параметри                        | Двигуни | Двигуни | Двигуни | Двигуни |
| -------------------------------- | ------- | ------- | ------- | ------- |
| Параметри                        | 3ТД-1   | 3ТД-2   | 3ТД-3   | 3ТД-4   |
| Потужність, к.с.                 | 280     | 400     | 500     | 600     |
| Частота обертів, хв−1            | 2600    | 2600    | 2600    | 2600    |
| Питома витрата палива, г/е.к.с.г | 165     | 165     | 165     | 165     |
| Діаметр циліндра, мм             | 120     | 120     | 120     | 120     |
| Хід поршня, мм                   | 2×120   | 2×120   | 2×120   | 2×120   |
| Кількість циліндрів              | 3       | 3       | 3       | 3       |
| Робочий об'єм, л                 | 8,15    | 8,15    | 8,15    | 8,15    |
| Літрова потужність, к.с./л       | 34,4    | 49      | 61,3    | 73,6    |
| Ступінь стиснення                | 17,5    | 16,5    | 15      | 14      |
| Максимальний тиск згоряння, МПа  | 11,3    | 12,3    | 12,8    | 13,3    |
| Маса, кг                         | 850     | 850     | 800     | 800     |
| Питома маса, кг/к.с.             | 3,03    | 2,1     | 1,6     | 1,33    |
| Питома маса, кг/к.с.             | 3,03    | 2,1     | 1,6     | 1,33    |
| Габарити                         |         |         |         |         |
| Довжина                          | 1231    | 1231    | 1182    | 1182    |
| Ширина                           | 955     | 955     | 955     | 955     |
| Висота                           | 581     | 581     | 581     | 581     |
| Габаритна потужність, к.с./м³    | 410     | 585     | 762     | 915     |